# GLRX5
GLRX5‏ (Glutaredoxin 5) هوَ بروتين يُشَفر بواسطة جين GLRX5 في الإنسان.